# Лензе, Йозеф
Йозеф Лензе (28 октября 1890 года, Вена — 28 декабря 1985 года, Мюнхен) — австрийский математик.
В 1914 году объектив получил степень доктора наук по астрономии под руководством Самюэля Оппенхайма. В 1927-28 гг. он был ординарным профессором, а с 1928 — обычным профессором. В 1946 стал экстраординарным профессором по прикладной математике в Мюнхенском техническом университете. С 1946 по 1961 год был директором математического института того же университета.
Лензе, вместе с Хансом Тиррингом, известен как один из двух первооткрывателей эффекта Лензе-Тирринга.

## Публикации
- Lense, J. and Thirring, H. Über den Einfluss der Eigenrotation der Zentralkörper auf die Bewegung der Planeten und Monde nach der Einsteinschen Gravitationstheorie. Physikalische Zeitschrift 19 156-63 (1918) [On the Influence of the Proper Rotation of Central Bodies on the Motions of Planets and Moons According to Einstein’s Theory of Gravitation]
- Vorlesungen über höhere Mathematik. Leibniz-Verlag 1948 und weitere Auflagen.
- Vom Wesen der Mathematik und ihren Grundlagen. Leibniz-Verlag 1949.
- Kugelfunktionen. Geest und Portig 1954.
- Reihenentwicklungen in der mathematischen Physik. Verlag de Gruyter 1947, weitere Auflage 1953.
- Analytische projektive Geometrie. 1965.